# Vedere a domeniului Saint-Joseph
Vedere a domeniului Saint-Joseph este o pictură în ulei pe pânză de la sfârșitul anilor 1880 a pictorului francez Paul Cézanne. Un alt nume dat lucrării este Casa săracilor de pe deal.
Cézanne a pictat lucrarea în anii 1880. A fost expusă la Expoziția internațională de artă 1913 și a fost achiziționată de Metropolitan Museum of Art pentru cel mai mare preț plătit de un muzeu pentru o lucrare la această expoziție.